# کاپییا
کاپییا (به اسپانیایی: Capilla, Badajoz) یک شهرستان در اسپانیا است که در استان باداخس واقع شده‌است.